# عزت (اسم)
عزت هو اسم علم مذكر من أصل عربي، ومعناه هو بتلفظ عثماني أصله «عزة» والشرف، والقهر الأنفة والغلبة قال تعالى: ﴿ولله العزة ولرسوله وللمؤمنين﴾ [المنافقون من الآية 8] والأتراك حولوا التاء المربوطة إلى مبسوطة ساكنة فصواب الاسم عزة.

## شخصيات تحمل الاسم
- عزت أرتيكوف (ربّاع قيرغيزستاني، 8 سبتمبر 1993 – )
- عزت العلايلي (ممثل مصري، 15 سبتمبر 1934 – )
- عزت الغزاوي (4 ديسمبر 1951 – 4 أبريل 2003)
- عزت القمحاوي (صحفي مصري، 23 ديسمبر 1961 – )
- عزت الله أكبري (مصارع هاوي إيراني، 20 أغسطس 1992 – )
- عزت توركيلماز (لاعب كرة سلة تركي، 20 مايو 1990 – )
- عزت جدوع (لاعب كرة قدم قطري، 16 يناير 1983 – )
- عزت سارايلتش (كاتب بوسني، 16 مارس 1930[3] – 2 مايو 2002[3])
- عزت نورغاليف (لاعب كرة قدم كازاخستاني، 30 يونيو 1986[4] – )
- عزت هاجروفيتش (لاعب كرة قدم بوسني، 4 أغسطس 1991[5] – )

## وصلات خارجية
- موسوعة السلطان قابوس لأسماء العرب نسخة محفوظة 5 أبريل 2019 على موقع واي باك مشين.